# Atletica leggera ai Giochi della XIV Olimpiade - 100 metri piani femminili

Video della Finale (sono mostrati tutti i quattro ori vinti dall'olandese)

La competizione dei 100 metri piani femminili di atletica leggera ai Giochi della XIV Olimpiade si è disputata nei giorni 31 luglio e 2 agosto 1948 allo Stadio di Wembley a Londra

## L'eccellenza mondiale
| Camp.ssa europea 1946 | 11"9 | Evgenija Sechenova  | URSS assente |
| Primatista mondiale   | 11"5 | Fanny Blankers-Koen | Presente     |
| Vincitrice Trials USA | 12"3 | Mabel Walker        | Presente     |

1. ↑  Primato stabilito nel 1943 ed eguagliato nell'anno olimpico.

## La gara
L'olandese Fanny Blankers-Koen è la dominatrice della specialità fin dal 1943. Il 13 giugno ad Amsterdam eguaglia per la seconda volta il record mondiale con 11"5. Si presenta a Londra da grande favorita.

La sua superiorità è evidente fin dai turni eliminatori: vince batteria e semifinale in 12"0 battendo la britannica Manley (12"1). Tutte le altre concorrenti hanno tempi pari a 12"4 o superiori.

In finale vince con due metri di distacco sulla Manley. Il suo è uno dei titoli più annunciati dell'atletica ai Giochi.

Alla seconda e terza classificata viene assegnato lo stesso tempo, ma la Strickland giunge distanziata di 2 metri dalla Manley.

## Risultati

### Turni eliminatori
| 9 Batterie   | 31 luglio | 38 partenti   | Si qualificano le prime 2. |
| 3 Semifinali | 2 agosto  | 6 + 6 + 6     | Si qualificano le prime 2. |
| Finale       | 2 agosto  | 6 concorrenti |                            |

### Batterie
| Pos. | Atleta                  | Nazione     | Tempo |
| ---- | ----------------------- | ----------- | ----- |
| 1    | Fanny Blankers-Koen     | Paesi Bassi | 12"0  |
| 2    | Viola Myers             | Canada      | 12"5  |
| 3    | Elizabeth McKinnon      | Australia   | 12"7  |
| 4    | Maria Oberbreyer-Trösch | Austria     | n/d   |

| Pos. | Atleta                     | Nazione     | Tempo |
| ---- | -------------------------- | ----------- | ----- |
| 1    | Shirley Strickland         | Australia   | 12"4  |
| 2    | Birthe Nielsen             | Danimarca   | 12"9  |
| 3    | Noemí Simonetto de Portela | Argentina   | 13"1  |
| 4    | Benedita de Oliveira       | Brasile     | 13"2  |
| 5    | Mathilde Decker            | Lussemburgo | n/d   |

| Pos. | Atleta                | Nazione       | Tempo |
| ---- | --------------------- | ------------- | ----- |
| 1    | Grethe Lovsø Nielsen  | Danimarca     | 12"6  |
| 2    | Winifred Sadie Jordan | Gran Bretagna | 12"7  |
| 3    | Audrey Patterson      | Stati Uniti   | 12"8  |
| 4    | Joyce King            | Australia     | 13"1  |
| 5    | Beatriz Kretschmer    | Cile          | n/d   |

| Pos. | Atleta                 | Nazione     | Tempo |
| ---- | ---------------------- | ----------- | ----- |
| 1    | Cynthia Thompson       | Giamaica    | 12"4  |
| 2    | Daphne Robb-Hasenjäger | Sudafrica   | 12"4  |
| 3    | Mabel Walker           | Stati Uniti | 12"8  |
| 4    | Millicent Cheater      | Canada      | n/d   |

| Pos. | Atleta           | Nazione       | Tempo |
| ---- | ---------------- | ------------- | ----- |
| 1    | Doris Batter     | Gran Bretagna | 12"6  |
| 2    | Kathleen Russell | Giamaica      | 12"9  |
| 3    | Lillian Young    | Stati Uniti   | 13"0  |
| 4    | Elisabeth Müller | Brasile       | 13"2  |

| Pos. | Atleta                   | Nazione       | Tempo |
| ---- | ------------------------ | ------------- | ----- |
| 1    | Dorothy Manley           | Gran Bretagna | 12"1  |
| 2    | Phyllis Lightbourn-Jones | Bermuda       | 13"0  |
| 3    | Marie-Thérèse Renard     | Belgio        | 13"6  |

| Pos. | Atleta            | Nazione        | Tempo |
| ---- | ----------------- | -------------- | ----- |
| 1    | Olga Šicnerová    | Cecoslovacchia | 12"4  |
| 2    | Bente Bergendorff | Danimarca      | 12"6  |
| 3    | Helena de Menezes | Brasile        | 13"2  |
| 4    | Üner Teoman       | Turchia        | 13"6  |

| Pos. | Atleta              | Nazione     | Tempo |
| ---- | ------------------- | ----------- | ----- |
| 1    | Liliana Tagliaferri | Italia      | 12"8  |
| 2    | Xenia Stad-de Jong  | Paesi Bassi | 12"9  |
| 3    | Phyllis Edness      | Bermuda     | 13"6  |
| 4    | Grete Pavlousek     | Austria     | n/d   |
| 5    | Alma Butia          | Jugoslavia  | n/d   |

| Pos. | Atleta           | Nazione     | Tempo |
| ---- | ---------------- | ----------- | ----- |
| 1    | Patricia Jones   | Canada      | 12"7  |
| 2    | Grietje de Jongh | Paesi Bassi | 12"9  |
| 3    | Jeanine Moussier | Francia     | 12"9  |
| 4    | Liv Paulsen      | Norvegia    | n/d   |

### Semifinali
| Pos. | Atleta                   | Nazione       | Tempo |
| ---- | ------------------------ | ------------- | ----- |
| 1    | Fanny Blankers-Koen      | Paesi Bassi   | 12"0  |
| 2    | Shirley Strickland       | Australia     | 12"4  |
| 3    | Grethe Lovsø Nielsen     | Danimarca     | 12"7  |
| 4    | Doris Batter             | Gran Bretagna | n/d   |
| 5    | Liliana Tagliaferri      | Italia        | n/d   |
| 6    | Phyllis Lightbourn-Jones | Bermuda       | n/d   |

| Pos. | Atleta                 | Nazione       | Tempo |
| ---- | ---------------------- | ------------- | ----- |
| 1    | Dorothy Manley         | Gran Bretagna | 12"4  |
| 2    | Patricia Jones         | Canada        | 12"6  |
| 3    | Daphne Robb-Hasenjäger | Sudafrica     | 12"7  |
| 4    | Bente Bergendorff      | Danimarca     | n/d   |
| 5    | Xenia Stad-de Jong     | Paesi Bassi   | n/d   |
| 6    | Kathleen Russell       | Giamaica      | n/d   |

| Pos. | Atleta                | Nazione        | Tempo |
| ---- | --------------------- | -------------- | ----- |
| 1    | Viola Myers           | Canada         | 12"4  |
| 2    | Cynthia Thompson      | Giamaica       | 12"5  |
| 3    | Olga Šicnerová        | Cecoslovacchia | 12"5  |
| 3    | Birthe Nielsen        | Danimarca      | 12"5  |
| 5    | Winifred Sadie Jordan | Gran Bretagna  | n/d   |
| 6    | Grietje de Jongh      | Paesi Bassi    | n/d   |

### Finale
| Pos.    | Corsia | Atleta              | Età | Nazione       | Tempo |
| ------- | ------ | ------------------- | --- | ------------- | ----- |
| Oro     | 3      | Fanny Blankers-Koen | 30  | Paesi Bassi   | 11"9  |
| Argento | 6      | Dorothy Manley      | 21  | Gran Bretagna | 12"2  |
| Bronzo  | 4      | Shirley Strickland  | 23  | Australia     | 12"2  |
| 4       | 5      | Viola Myers         | 21  | Canada        | 12"3  |
| 5       | 1      | Patricia Jones      | 17  | Canada        | 12"4  |
| 6       | 2      | Cynthia Thompson    | 25  | Giamaica      | 12"6  |